# Milly-sur-Bradon
Milly-sur-Bradon – miejscowość i gmina we Francji, w regionie Grand Est, w departamencie Moza.
Według danych na rok 1990 gminę zamieszkiwało 167 osób, a gęstość zaludnienia wynosiła 16 osób/km² (wśród 2335 gmin Lotaryngii Milly-sur-Bradon plasuje się na 878. miejscu pod względem liczby ludności, natomiast pod względem powierzchni na miejscu 575.).